# Liste der Kulturgüter in Le Noirmont
Die Liste der Kulturgüter in Le Noirmont enthält alle Objekte in der Gemeinde Le Noirmont im Kanton Jura, die gemäss der Haager Konvention zum Schutz von Kulturgut bei bewaffneten Konflikten, dem Bundesgesetz vom 20. Juni 2014 über den Schutz der Kulturgüter bei bewaffneten Konflikten sowie der Verordnung vom 29. Oktober 2014 über den Schutz der Kulturgüter bei bewaffneten Konflikten unter Schutz stehen.
Objekte der Kategorien A und B sind vollständig in der Liste enthalten, Objekte der Kategorie C fehlen zurzeit (Stand: 1. Januar 2023).

## Kulturgüter
| Foto |                                                                         | Objekt                                                                      | Kat. | Typ | Standort                            | Beschreibung |
| ---- | ----------------------------------------------------------------------- | --------------------------------------------------------------------------- | ---- | --- | ----------------------------------- | ------------ |
| ja   | Datei hochladen · Wikidata zu Bauernhaus Les Esserts Nr 32 (Q29521880)  | Bauernhaus / Ferme KGS-Nr.: 03555                                           | A    | G   | Les Esserts 32 562581 / 229328      |              |
| ja   | Datei hochladen · Wikidata zu Ehemalige Kirche Saint-Hubert (Q29785455) | Ehemalige Kirche Saint-Hubert / Ancienne église Saint-Hubert KGS-Nr.: 03554 | B    | G   | Rue Saint-Hubert 17 563696 / 230863 |              |
| ja   | Datei hochladen · Wikidata zu Primarschule (Q29785457)                  | Primarschule / Collège primaire KGS-Nr.: 10853                              | B    | G   | Rue des Collèges 2 563648 / 230722  |              |